# Georg Jochmann

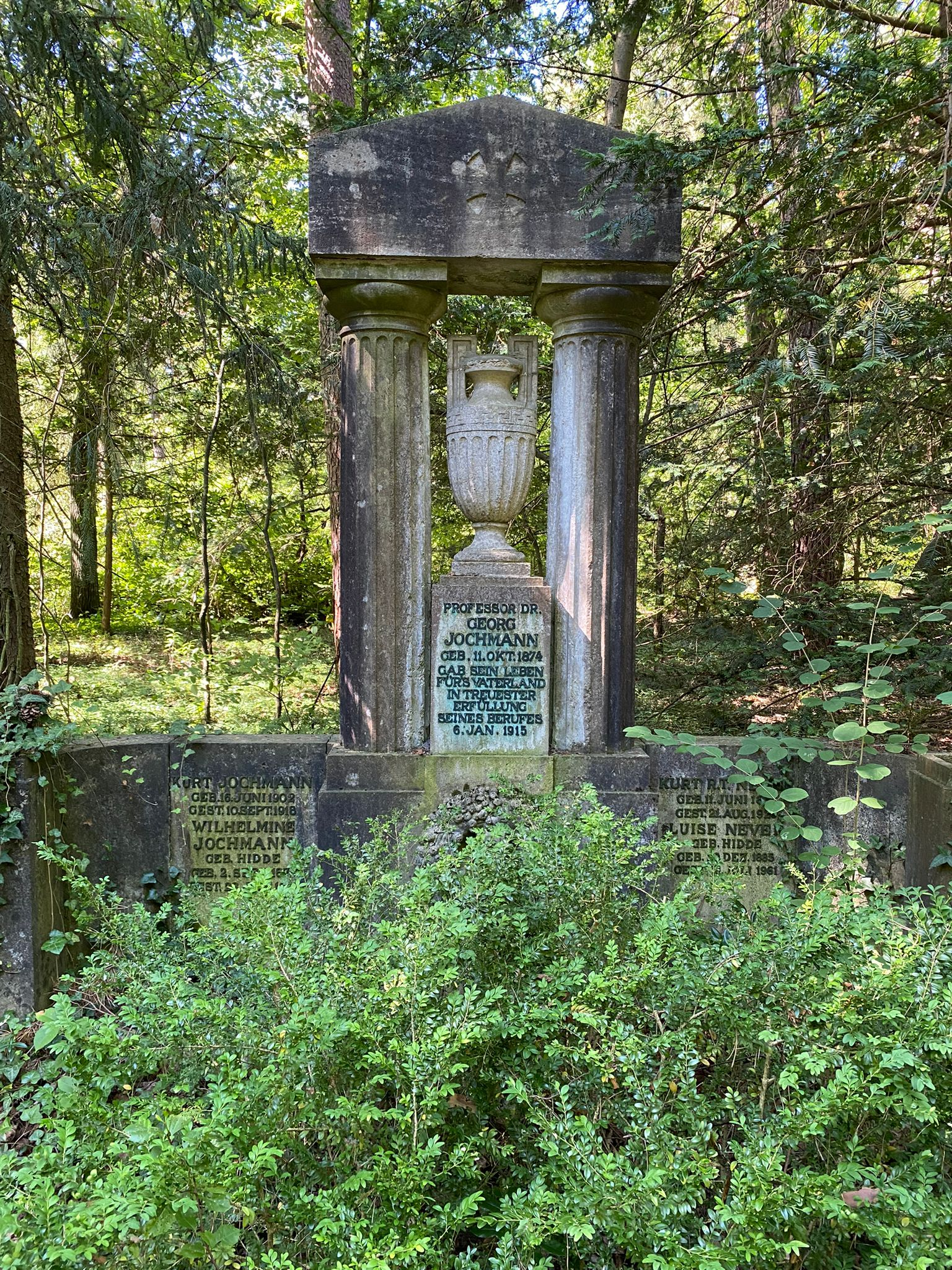
Grabstätte auf dem Südwestkirchhof Stahnsdorf

Georg Eduard Gottlob Jochmann (* 11. Oktober 1874 in Liegnitz; † 6. Januar 1915 in Berlin) war ein deutscher Internist und Bakteriologe.

## Leben
Nach Studium und Promotion an der Universität Freiburg erhielt er seine weitere ärztliche Ausbildung am Hygienischen Institut in Kiel, in der Inneren Abteilung des Allgemeinen Krankenhauses in Hamburg-Eppendorf und an der Medizinischen Universitätsklinik in Breslau, wo er auch habilitierte. 1906 kam er als Leiter der Infektionsabteilung an das neu errichtete Städtische Rudolf-Virchow-Krankenhaus in Berlin. 1908 wurde er Privatdozent an der Berliner Universität. 1910 erhielt er den Professorentitel. Nach Kriegsausbruch wurde er als hygienischer Berater des III. Armeekorps eingesetzt, infizierte sich bei der Behandlung russischer Kriegsgefangener mit Flecktyphus und verstarb daran. Jochmann galt zu seiner Zeit als einer der besten Kenner der Infektionskrankheiten in Deutschland. Seine Grabstätte befindet sich auf dem Südwestkirchhof Stahnsdorf.

## Schriften
- Die soliden Tumoren des Ovariums im Kindesalter (Diss.), Freiburg/br. 1898
- Die Bakterienbefunde bei Scharlach und ihre Bedeutung für den Heilungsprozess (Habil.) Breslau 1904
- Zur Erkenntnis der akuten myeliden Leukämie (mit Kurt Ziegler), SD Leipzig 1907
- Über Immunotherapie beim Scharlach, Berlin 1912
- Der Schweissfriesel, 2. Aufl., Wien 1913
- Lehrbuch der Infektionskrankheiten für Ärzte und Studierende, Berlin 1914; 2. Aufl. Berlin 1924 (neubearb. von C. Hegler)
- Trattado delle mattie infettive (Hrsg. Luigi d’Amato), Milano 1939